# Kizliar
Kizliar (rus: Кизляр; txetxè: ГӀизлар) és una ciutat de la República del Daguestan, a Rússia. Està situada molt a prop de la frontera amb Txetxènia al delta del riu Tèrek.

## Demografia
Al cens de 2002, la composició ètnica de la població és la següent:
- Russos (48,6%)
- Àvars (15,4%)
- Darguins (11,7%)
- Kumyks (5,0%)
- Lesguians (4,0%)
- Laks (3,2%)
- Àzeris (1,8%)
- Nogais (1,4%)
- Tabassarans (1,3%)
- Rutuls (1,3%)
- Txetxens (1,1%)